# 機動戦士ガンダム 閃光のハサウェイの登場兵器
機動戦士ガンダム 閃光のハサウェイの登場兵器では、小説および劇場アニメ『機動戦士ガンダム 閃光のハサウェイ』に登場する人型機動兵器「モビルスーツ（MS）」などの架空の兵器について解説する。

## 概要
作品に登場する兵器デザインのうち、Ξガンダム、ペーネロペー、メッサー、グスタフ・カールのMS4体は、1989年に小説『機動戦士ガンダム 閃光のハサウェイ』が刊行された際に森木靖泰が手掛けた。事前に小説を読んだわけではなく、ある程度『ガンダム』をデザインする上での約束事は踏まえているものの当時はまだ『ガンダム』が巨大コンテンツに成長する前ということもあり、あくまで森木が自己流で自由に描いたMSとなっている。Ξガンダムとペーネロペー（特に後者）は、「怪獣」や「ラストボス」的なイメージを意識してデザインしている。また、当時は量産型MSといえば連邦とジオンのイメージしかなかったので、メッサーはザク系、グスタフ・カールはジム系としてデザインした。その後、ゲーム化や模型化のたびにデザインや設定のマイナーチェンジを受けている。
2020年には同作の劇場アニメ化にともない、新たに全メカのデザインまたはそのリファインが行われ、カトキハジメと山根公利というガンダムシリーズに馴染みの深い2人のほか、監督の村瀬修功との相性が良い中谷誠一と玄馬宣彦が担当した。山根は航空機などを担当し、すでに小説版などのデザインが存在しているMSには、既存のデザインを料理するのが上手いカトキが選ばれた。まずカトキがそれまでのデザインを基にプロットデザインを描き、玄馬が村瀬やカトキと意見を交換してそれを集約し、中谷がアニメ用にクリンナップを仕上げた。Ξガンダムとペーネロペーのデザインは森木の小説版デザインをリスペクトして原点回帰し、「化け物」「怪物」的なイメージを強調している。また、Ξガンダムは"脱ガンダム"を目指し、逆にペーネロペーはよりガンダムに近づけたという。

## マフティー

### Ξガンダム

#### デザイン（Ξガンダム）
小説『機動戦士ガンダム 閃光のハサウェイ』発表時にメカニックデザインを担当したのは森木靖泰。デザインの打ち合わせは担当編集者とのやり取りのみで、作者の富野由悠季との打ち合わせはなく、完成後のチェックも無かった。編集者からの指示は「ファンネル・ミサイルを装備する」と「ミノフスキー・クラフトで飛べる」という2点だけで、それ以外はいわゆるアニメ作画用の設定画ではなく小説のイラストとして自由に描いている。
2000年にはゲーム『SDガンダムGGENERATION-F』に本作のMSが初めて登場することになり、森木によってデザインが一新され、新たに背面図や武器などの設定画が起こされている。大きな特徴として、胸部のアンテナが無くなり、頭部はよりガンダムタイプらしい形状に変更された。
2005年には、カトキハジメによってフィギュア『GUNDAM FIX FIGURATION』の第25弾としてオデュッセウスガンダム・ペーネロペーとのコンパチブルモデルとしてリファインされ、初の商品化がなされている。なお、このリファインの際には2000年の森木版をベースに全身の極端に鋭利な部分、胴体や四肢のパーツバランスなどが見直され、νガンダムからつながる機体であることがわかるように改訂されている。
2012年には、アーケードゲーム『機動戦士ガンダム エクストリームバーサス フルブースト』のために森木がさらにデザインを追加している。「ミサイルポッドを付けて欲しい」というオーダーを受けて尻尾にも3番目の足にも見える巨大なミサイルポッドをデザインした。
2013年には、フィギュア『ROBOT魂』の魂ウェブ商店限定通販専用商品として、カトキによるリファインでノンスケール（1/144スケール相当）モデルが発売された。なお、2016年に再販される際には、森木のデザインにあった「怪獣っぽさ」を活かすためと、ペーネロペーと並べたときにシルエットのボリュームで見劣りしないようにするため、カトキは2012年にデザインした尻尾のようなミサイルポッドを装備させた。
2020年には、劇場アニメ版『閃光のハサウェイ』で用いられる、カトキによる新たなデザインが発表された。デザインの方向性としては、作中で"ガンダムもどき"とも呼ばれていることもあり、正当なガンダムの系譜の機体であるペーネロペーに対抗する存在に見えるようにというデザイン方針で、あえてガンダムっぽくしないように調整された。頭部はスリットのないマスクや長大なアンテナを持ち、手は大きく、頭と胸に顔が2つあるように見える化け物のようなデザインという元の小説版の挿絵に近い形状にリファインされており、ガンダムの名を冠しながらも異形さを際立たせたシルエットとなっている。カラーリングもそれまで青のイメージが強かったものを、小説版が発表された当時の版権絵に基づき、赤がアクセントとなる白を基調としたものに変えている。同年4月24日には、1/144スケールの本機の模型が発売されている。一方、同年5月10日に発売された漫画版では、それ以前のデザインが用いられている。
操縦席は姉妹機であるペーネロペーと共通点の見られる、特殊な連邦系仕様が用いられている。また、小説版『閃光のハサウェイ』と2つのゲーム版の操縦席はνガンダムと同じ、SDガンプラではνガンダムの発展型であるHi-νガンダムがベースになっている。

#### 設定解説
反地球連邦運動の秘密結社マフティー・ナビーユ・エリンが、アデレード会議襲撃のために秘密裏にアナハイム・エレクトロニクス（AE）社に発注した、最新鋭のガンダムタイプMS。パイロットは、マフティーのリーダーであるマフティー・ナビーユ・エリン（ハサウェイ・ノア）。
「Ξ」（クスィー）という名称は、アムロ・レイの最後の乗機であるνガンダムを引き継ぐ意図で付けられている。敵対する地球連邦軍からは、ガンダムもどきもしくはガンダムと呼称される。
第5世代MSに分類される機体で、同じくAE社製のペーネロペーとは姉妹機にあたるが、機体内蔵型のミノフスキー・フライト・ユニット（ミノフスキー・クラフト、ミノフスキーエンジン）を実装している点については、より画期的技術が投入されており、自由に重力圏を飛行できる。それゆえに第5世代MSに分類されるが、ペーネロペーは同様の機能をオプション・ユニットに依存しているため、Ξガンダムこそが単独で機能する完成された第5世代MSといわれる。
頭頂高は26mを越え、腕部も標準的なMSサイズよりもかなり大型化しており、「ガンダム」の名を冠してはいるものの異形なシルエットが際立つ形状となっている。
機体には、製造工場を示す一切の物証がなく、キルケー部隊であっても製造元を突き止められなかった。しかし、敵であるケネス・スレッグはAE社製であることまでは看破しており、ブライト・ノアも機体の印象からAE社製と断定した。そして、メカニック・マンから「アナハイムが製造したという嫌疑もかけられてはいるが、キルケー部隊や参謀本部でも調べはついていない」と説明されたブライトは、そういったことは大人の世界なのだと得心した。
完璧なビーム・バリアーを展開し、防御や高速飛行を行える革命的な機体となっており、その防御システムの堅牢さは、ケネスも認めるほどであった。
宇宙世紀0105年時点で単独飛行が可能なMSは皆無に等しかったため、少数の戦力しか持っていないマフティー・ナビーユ・エリンが地球連邦軍と渡り合えたのは、本機の絶大な戦闘力に負うものが大きかった。
機体の基本性能も高く、前述のミノフスキー・フライト・ユニットに加え、サイコミュを利用した高度な脳波操縦システムやファンネル・ミサイルなどの強力な火器を有する。これらの機能を盛り込んだ結果、機体全高は従来機を上回る28mまで大型化している。
機体の球形のコックピット・コアは全天周囲モニター、リニアシートを採用しているが、シートの懸架方式はヘルメット側でアームを介する特殊なタイプで、通常はアームに接続されている腰部背面には折り畳み式のサブシートを有する。なお、コアとシートのジョイント部は3重のショック・アブソーバーで支えられている。コックピット内のハッチは正面より左側へオフセットされており、搭乗・降機時にはコックピット全体が右へ回転する事で機体側の搭乗口と繋がる構造。また、コックピットの外側から、緊急開放レバーにより開くことも可能である。ハッチにはサーチライトが備えられており、ガウマン救出時には、上空を照らすため、オエンベリではキンバレー部隊の虐殺による死体の山を確認するためにそれぞれ使用される。
コントロール系は、Ξガンダムの設計思想及びパイロット特性に合わせたアームレイカー方式を採用。更に、宇宙世紀0105年のMS操縦系はAIによるサジェストや補助が特に進められているが、ハサウェイはより速く精度の高い操作のためにこれらをオフにしている。機体のシステム立ち上げ時、モニター中央下部には「NEJEN（ENは反転）」の文字が確認できる。指示計類やロックオンサイトは、姉妹機のペーネロペーと比べてシンプルな表示になっている（AIをオフにしているため）。

#### 機能
頭部サイコミュブロック
パイロットの脳波を拡大するシステムで、頭部に搭載されている。
頭部センサー
頭部に装備された、可動式のアンテナで、上部が前後へ動く。
ビーム・バリアー
本機は、機体各部にバリアー能力がある。他にも防御兵装としてはサンド・バレルがあり、追尾するミサイルに対してバリアーとして張られるが、50パーセントほどの防御効果しか見込めないため、これが本機の最後のバリアーとされる。
気密性と各部のバリアーの状態を確認するには、機体を水中に沈めるのが一番手早い方法であるとされている。
コックピット内のバリアーは、通常のMSを撃墜できる倍以上の出力がかかったビーム・バリアーに対して発動したものの、コックピット・コアと装甲の距離が近すぎたため、相殺しきれずにハサウェイは痺れてしまった。しかし、ハサウェイは4日間気を失って全身火傷と打撲で済んでいる。
大気中ではMS形態のままでミノフスキー・クラフトを用いても音速飛行は不可能とされている。しかし、本機はペーネロペーと違い、ビーム・バリアーの技術を完成させており、機体の進行方向へ波形を変えたビームを放射して大気の干渉を拡散させることにより、MS形態で音速突破を可能とし、マッハ2に近い速度でアデレート空港に侵入して奇襲を成功させた。この機能を展開した本機は、空中で機体全体が光に包まれたようなシルエットとなる。
小説『閃光のハサウェイ』では搭載箇所は明言されていなかったが、『SDガンダム GGENERATION-F』以後の設定では、音速飛行時に用いられるビーム・バリアーは肩に存在する三角形のパーツの先端（両肩だと2か所）から放射されると設定された。また、『SDガンダム GGENERATION-F』などの一部ゲームでは、この音速移動時に簡易的な飛行形態に変形する。
ミノフスキー・フライト・ユニット
従来のMSはドダイYSやシャクルズといったサポートメカ（サブフライトシステム）に乗らなければ大気圏内での長距離飛行は不可能だったが、本機はこの装置によって重力下でも浮力と一定の推力を得ているため、噴射スラスターの推進剤使用量が減って長距離飛行が可能となっている。
カーゴ・ピサからの脱出時にはメガ粒子砲で攻撃されたが、その筋と逆行するように上昇して全弾回避した。その飛行はまるで軽飛行機のように身軽で、リモコンのモデル飛行のようだったと形容された。
高度8千メートルでの戦闘において、ミノフスキー・クラフトを搭載していないグスタフ・カールが落下に近い飛行や一度か二度の一撃離脱攻撃ができるだけなのに対し、ミノフスキー・クラフトを搭載している本機は戦場を縦横無尽に駆け巡り、グスタフ・カールやケッサリアを次々と撃破した。
この装置の浮力により、本機は前進中であってもメッサー1機の重量程度なら、背中に乗られても支えることが可能で、劇中では自由落下飛行してきたグスタフ・カールと空中衝突し、しばらく絡み合ったうえに蹴りまで受けたがまったく意に介さず飛び続けるほど、飛行能力に余裕を見せた。
浮力をこの装置だけで得ているため、スラスターの推力を100パーセント推進に使うことができ、前述のビーム・バリアーも併用することにより、大気圏内でMS形態のまま音速飛行が可能となっている。
小説版では反重力推進装置とされる。また、小説版では搭載箇所は明言されていなかったが、『SDガンダム GGENERATION-F』以降では本機の両肩を覆う裃状の部分であると設定されている。
フライト・フォーム
スパロボVで既にあった。ミノフスキー・フライト・ユニットを装備する肩アーマーと背部のスタビライザーを展開することで本形態となる。さらにビーム・バリアを併用することで超音速飛行力と航続距離を獲得し、最高速度はマッハ2に達するとされる。

#### 武装
バルカン砲
ゲーム版・アニメ版で搭載されている。
アニメ版では、側頭部の上部ノズルに搭載されており、使用時に開閉される仕組みになっている。
ビーム・ライフル
専用の主兵装。過去のモデルと比べて2倍近い初速があるとされ、グスタフ・カールを一撃で破壊する威力を誇る。
ペーネロペーとの初戦闘では、ビームを発射させながら手放しライフル本体を海面スレスレに飛ばすという方法で囮として使い、思惑通りΞガンダムと勘違いしたペーネロぺーにライフルは撃ち落とされるが、その隙を狙い側面からファンネル・ミサイルを斉射しペーネロぺの撃墜に成功する。しかしその際に方向が変わって自機に当たりそうになる。ペーネロペーとの三度目の戦闘では、サンド・バレルによって損傷すると、すぐさまメイン・エンジンからエネルギー・パックへのチャージが行われ、そのまま放出してパックが過圧による爆発を起こし、目眩ましに使われた。
ゲームなどでは、右マニピュレーターに装備されている。
ビーム・サーベル
両肩に装備する格闘兵装で、MSを両断する高出力を有する。νガンダムと同じく柄の後端からもビーム刃を発生させることが可能。使用時には、モニターの左部分に、サーベルの行動曲線が描き出される。
ファンネル・ミサイル
ミノフスキー粒子散布下で、一定の軌道変更および追尾運動が可能なサイコミュ誘導式のミサイル。地上（重力下）では使用できないファンネルに代わる、地上用の誘導兵器である。その誘導性能は、緩やかにカーブを描いて敵機の方向に1～2回追従する程度ではあるが、重力下での戦闘おいて「切り札」となる。リア・スカート裏に10発装備される。
小説版では形状が不明だったが、ゲーム『SDガンダムGGENERATION-F』への参戦の際、新規にデザインが起こされた。
3連装ミサイル
大型の前腕部は、3連装ミサイルのコンテナとしても機能する。ミサイルに追尾機能はないが、高速で直線を描いて敵機へ向かう。ペーネロペーとの初戦では、ハサウェイがファンネル・ミサイルに織り交ぜて弾幕として使用し、迎撃された際の爆煙で相手の視界を塞いでいる。
小説・ゲーム版では「腕部ミサイル・ランチャー」と呼ばれ、膝部も大型のミサイル・ランチャーとされる。なお、アニメ劇中でも膝からミサイルを発射している。
シールド
専用のもので、左腕に装備する。メガ粒子砲に対しても十分な防御力を発揮するほか、アニメ版では先端にビーム・キャノンを装備しており副兵装としても機能する。映画劇中ではペーネロペーのビーム・ライフルの直撃に耐え抜く防御力の高さを見せた。小説版では、裏面にミサイルが装備されている。ゲーム版では「シールド・ミサイル」と呼ばれる。
サンドバレル
無数といえる鉛の粒を発射する兵装。
ミサイル、高性能の弾丸による攻撃に対し、バリアーとなる。50パーセントの確率で有効だが、使用が早すぎた場合は、敵の第二第三の攻撃に無用のものとなる。
メガ・ビーム・キャノン
ゲーム版で装備。ΖΖガンダムのハイ・メガ・キャノンのような大口径砲口型の大出力メガ粒子砲を、両肩（肩に存在する三角形のパーツの胴体側に近い所の、台形型の出っ張った部分）に1基ずつ搭載している。発射時には両肩のパーツが展開し、砲部が露出する。
アクションゲーム『機動戦士ガンダム エクストリームバーサス』シリーズでは、ビーム・サーベルの収納部分の先端からビームが発射されるように描かれている。
マイクロ・ミサイル・ポッド
ゲーム版で装備。腰部後方に尻尾のような形で増設され、追加ブースターとしての役割も持つ。全弾発射後には、デッドウェイト化を避けるために切り離される。
初出は2012年のゲーム『機動戦士ガンダム エクストリームバーサス フルブースト』。2013年にはアクションフィギュア『ROBOT魂』で立体化された。『機動戦士ガンダム エクストリームバーサス』シリーズでは「バーストアタック」の際に使用し、シミュレーションRPG『スーパーロボット大戦V』では条件で入手できる隠し換装パーツとして登場する。

#### 劇中での活躍
月でのテスト飛行を経た本機は、ハサウェイの手で旧世紀時代のスペースシャトルそのままの形状（アニメ版ではポッド型の形状）をしたカーゴ「ピサ」に積み込まれ、地球へ移送される。インドネシア・ハルマヘラ島沖に降下するピサはキンバレー部隊によって捕捉されており、設定された着水ポイントに向かってひたすら降下を続けるが、それは接近しているレーン・エイムの駆るペーネロペーにより、本機が破壊されるか奪取されることを意味していた。やむなくハサウェイは地球での実戦テストがまだだった本機を空中で受領し、起動させて着水間際のピサから脱出すると、機体へ接触しないよう警告を出す。警告を聞かずに攻撃を仕掛けてくるグスタフ・カールにすぐさま反撃し、撃墜する。そして人質にされたガウマン・ノビルに気付くと、レーンを挑発することでガウマンを解放させ、救出に成功する。コックピットにガウマンを収容するが、そのまま格闘戦など行えば座席などに体を固定していないガウマンは致命傷を負う恐れもあった。ビーム・ライフルを囮にした一撃離脱戦法を取ることとなり、急速接近してからのミサイルの集中攻撃でペーネロペーを撃墜する。そのまま後退した本機は戦闘空域を離脱し、低空飛行のまま支掩船ヴァリアントに収容された。
キンバレー部隊との山間部での戦闘では、ミノフスキー・クラフトの性能を存分に活かし、重力下の空戦能力が劣るグスタフ・カール3機をたやすく撃墜し、後退をかける同機体を次々と狙撃していった。
アデレード空港を襲撃した際には、あらかじめミノフスキー粒子を四方に散布して侵攻方向を攪乱したうえで、西の海上80キロメートルからヨーク半島を飛び越えてマッハ2以上の速さで侵入する。これは常識ではありえない飛行であったことから、防衛を任されていたケネス・スレッグの虚を突くことに成功し、そのまま空港へミサイルを全弾叩き込むと戦闘空域から離脱していった。放たれたミサイルはMSの支援物資の保管倉庫群に被害を与え、綜合警備本部まで揺るがせた。再び戦闘空域に現れるとペーネロペーを牽制し、結果として閣僚の半分を粛正することに成功する。
マフティーの仲間たちが逃げる時間を稼ぐためと、もう一度アデレートへ爆撃をするために再度出撃し、突撃すると瞬く間にグスタフ・カールを2機撃墜したうえ、すぐさまもう1機を撃墜するといったその脅威は、監視している地球連邦軍のチェッカー・マンたちでさえ驚きの声を上げるほどであった。
ペーネロペーとは、ファンネルやビーム、サーベルを交えた激闘を展開する。そのまま南の防衛線上に追い上げられるが、ビーム・ライフルをサーベルで両断され、後退するペーネロペーを追いかける。そのままサーベルで致命傷を与えられるはずだったが、次の瞬間、地上に設置されたビーム・バリアーに包まれ、機能を停止させられる。木々をクッションにするようにして地面へ墜落すると、ペーネロペーのビーム・サーベルにより、手の部分に埋め込まれたエネルギー・チューブやバーニアを溶解される。両方のマニピュレーターを左右に広げるように硬直した状態で、レーン・エイムにコックピットを開かれると、気を失ったマフティーの顔を確認される。
機能停止後の本機は4日が経過した後もアデレート空港の比較的被害の少なかった場所に鎮座され、地球連邦軍のメカニックマンによる調査が行われていたが、製造工場は未だに不明だった。顔は煤塗れで、装甲全体はうっすらと焼け爛れているように見えたが、内面的なダメージは少ないようにも見え、コックピット内のディスプレーもヒビ割れてはいたが、すぐに使用できるようにも見えた。しかし、手の部分は焼けてダンゴ状になっており、左右に水平に開いたままのマニピュレーターは、まるでガンダムが十字架を背負っているように見せていた。

### メッサー
小説で森木がデザインし、ゲーム版で藤田によってリファインがおこなわれたが、脚部の印象はかなり異なるものとなっている。カトキによるアニメ版のリファインでは、後述のF01型を小説版、F02型をゲーム版に寄せている。また、小説ではコックピットは腹部にあるとされたが、アニメ版では頭部に変更された。
マフティーが運用する、AE社製の汎用量産型重MS。ジオン公国軍MSの設計思想を色濃く残しており、メイン・カメラはモノアイ・タイプを採用している。ベース機はギラ・ドーガ系であるといわれており、機体特性も非常に似通っているとされ、ギラ・ドーガやサザビーといったネオ・ジオン系列に属する機体として完成する。丸みを帯びた装甲形状やスパイク付きの肩部装甲などにもジオン系の意匠が見られるが、胸部エア・インテークなど連邦系MSの構造的特徴も見受けられる。コックピットのコンソールもジオン系の円形ディスプレイを継承している。テロ組織であるマフティーとAE社の関係が知られないよう、外装には徹底的に手が加えられているらしいとされる。23メートルの頭頂高に重装甲がほどこされているが、背部のメイン・スラスターと脚部・腰部のサブ・スラスターにより高い機動性・運動性を獲得している。ギャルセゾンとの連携によるゲリラ戦を得意とし、各種武装やデバイスは汎用性の高い連邦系MSのものを流用・採用している。標準塗装は濃淡オレンジを基調とする。
バリエーション
アニメ版で設定された。パーツ構成によって機体名称が異なる。
メッサーF型 ネイキッド (MESSER TYPE-F NAKED)
オプション・パーツを追加していない仕様。
メッサーF型 ネイキッド 指揮官機 (MESSER TYPE-F NAKED (COMMANDER TYPE))
型式番号：Me02R-Fc。頭部にブレード・アンテナが追加され、通信機能が強化されている。Ξガンダムを受領する前のハサウェイの搭乗機であり、マフティーのリーダーが乗る機体という意味からほかと異なる紫とピンクを基調とする。
劇中ではレギュラーパイロットが当たれなかった事からエメラルダ・ズービンが機体操縦を任され、衛星軌道上で涙ぐむ程のプレッシャーを受けつつ操作し、Ξガンダムを搭載するカーゴ・ピサとランデブーさせてハサウェイを移乗させる。その後機体はエメラルダに譲られ、メッサーF02型 指揮官機（型式番号：Me02R-F02c）」となる。仲間から目立つから真っ先に狙われると忠告を受けるが、エメラルダは「やだね！ハサウェイからもらったんだ」と意に介していない。
メッサーF01型 (MESSER TYPE-F01)
型式番号：Me02R-F01。ネイキッドのバックパックに高高度ロケット・ブースターを追加、臀部に自由落下時に展開してエア・ブレーキや姿勢制御をおこなうベクタード・テール・スタビライザーを装備した仕様。右肩にはスパイク・ショルダー・アーマーが追加されている。
劇中ではガウマン・ノビルが搭乗。ダバオでは地上からのジャンプを繰り返し、ベクタードテール・スタビライザーのエアブレーキを活かす事で自由落下状態ながらも単機で高い空戦能力を発揮。キルケー部隊と交戦するもメインスラスターの1基を損傷し地上に落下、グスタフ・カール部隊に囲まれ肉弾戦で抵抗するがサーベルで機体背後から刺され行動不能にされる。
メッサーF02型 (MESSER TYPE-F02)
型式番号：Me02R-F02。F01型の脚部にホバー走行の継続時間を向上させるリフティング・フレアを追加した仕様。
メッサーF02型 マインレイヤー (MESSER TYPE-F02 MINELAYER)
型式番号：Me02R-F02。F02型のベクタード・テール・スタビライザーに爆撃用のマインレイヤー・ユニットを装備した仕様。
武装
バルカン砲
頭部に装備。小説版では左側のみ3門とされていたが、ゲーム版以降は両側計6門に変更された。映画劇中ではガウマンのF01型が地上でグスタフ・カールに肉弾戦を仕掛ける時に特攻しつつ掃射、全身の装甲には跳ね返されたが頭部メインカメラ部にダメージを与えている。
ビーム・サーベル
ジェガンA型と同じタイプで、格闘戦時にビーム刃が伸長する。スパイク・ショルダー・アーマーに1基、シールド裏に予備2基を装備するが、これらをもたないネイキッドのスペック表にも記載されている。
ロング・ビーム・ライフル
ゲーム版では単に「ビーム・ライフル」と呼ばれる。専用の装備で、銃身が長く、右側面にオプティカル・サイトを備えており長距離の狙撃なども可能。EパックはジェガンA型などのビーム・ライフルと同タイプのものをバレル下部に2基並列に取り付ける。
大型シールド
小説版とゲーム版では単に「シールド」と呼ばれる。ビーム兵器に対しても高い防御力を発揮する。裏面はウェポン・ベイとなっており、各種武装を装備する。
36ミリファランクス
シールドに2門装備。正面防御した状態で発射可能で映画劇中では空中で敵機ミサイルを迎撃する際に活躍。小説版とゲーム版のシールドにも同様の「穴」があるが、言及はされていなかった。
スパイク・ショルダー・アーマー
小説版では「ショルダー・シールド」と呼ばれる。攻防一体の装備で、地上戦では大質量のショルダー・ブロックで敵MSを吹き飛ばす。

### ギャルセゾン
GALCEZON
マフティーが使用しているサブフライトシステム(SFS)。後部ハッチと機体中央のグリップを展開することで、MSを縦列で搭載する2機乗り型に変化する。武装は機首下部に機銃、本体下部にビーム・ガン、上部両舷にメガ粒子砲を計2門。衛星軌道上のカーゴ・ピサのΞガンダム受領の際にはロケットブースターを装備し海上から打ち上げられた。マクシミリアンから「帰ってこられる保証はない」と言われつつもハサウェイを届けた後にメッサーと共に無事に帰還している。

### ヴァリアント
VALIANT
マフティーの支掩船で鉱物運搬船。マフティーの太平洋上における移動拠点となる。船体を改装し、MSとギャルセゾンの運用能力を付加している。艦長はブリンクス・ウェッジ。民間船ベースのため空母としての信号設備はなく、手旗信号でオペレーションをする。補給のため立ち寄ったビノエ・ハーバー沖でペーネロペーに撃沈される。

### シーラック
CEELACK
マフティーの支掩船。旧型の鉱物運搬船を改装してヴァリアントと同様にMS運用能力を付加しており、空母的な役割を果たす。オエンベリまではヴァリアントに随伴して行動、アデレード襲撃前には襲撃部隊に最後の補給を行った。アデレード襲撃以降の消息は不明。

## 地球連邦軍

### ペーネロペー

#### デザイン・設定の変遷（ペーネロペー）
初出は小説『機動戦士ガンダム 閃光のハサウェイ』で、メカニックデザインを担当したのは森木靖泰。その解説では「新鋭MS」となっており、機体設計思想そのものにはガンダム系MSの影響があるとされているが、正式には「ガンダム」ではないとされていた。
2000年にはゲーム『SDガンダム GGENERATION-F』に本作のMSが登場することになり、森木靖泰によって新たに設定画が起こされている。より立体映えするシルエットとなり、脛前側アーマーが取り付けられておらず、内側に配備された爪先が省略されている。また、この際にサンライズから「ペーネロペーのフライト・ユニットを分離させてほしい」というオーダーがあった。最初のデザインの時にはまったく想定していなかったことなので、デザインをまとめ直して本体のオデュッセウスガンダムとフライト・ユニットの分離合体も盛り込んだ。
2001年の『ANAHEIM ELECTRONICS GUNDAM HISTORY 2002 CALENDAR』で、「ガンダムタイプのMS『オデュッセウスガンダム』にオプション装備のFF（フィックスド・フライト）ユニットを装着した状態（FFタイプ）をペーネロペーと呼称する」と設定され、以後、正式にガンダムということになった。また、同年の11月に刊行された『機動戦士ガンダム/ガンダムウェポンズ ニュージェネレーション編』では、オデュッセウスガンダムのフロントとリアの線画が掲載された。
2005年にカトキハジメプロデュースによる「GUNDAM FIX FIGURATION」シリーズで初の立体化をした際、カトキがデザインをリニューアルした。
2021年に映画化に合わせてカトキによる新たなデザインが発表された。劇場版では連邦軍に制式採用された正当なガンダムの系譜の機体で、Ξガンダムが偽物のガンダムに見えるようにデザインされた。そのため、顔も"ガンダム顔"になっている。また、Ξガンダムのデザインが小説版に近いものにされたので、バランスを考えてこちらもスカートを大きくすることによってさらに怪物感を出すなど、小説版に寄せられている。
2000年の『SDガンダム GGENERATION-F』では準サイコミュ機と設定されており、2012年の『SDガンダム GGENERATION OVER WORLD』までのプロフィールモードでは一貫してこの設定だった。しかし、2016年の『SDガンダム GGENERATION GENESIS』で修正された。なお、同ゲームではコックピットがΞガンダムおよびνガンダムと同じとなっている。

#### 設定解説（ペーネロペー）
対マフティー部隊「キンバレー隊(キルケー部隊)」に配備された新型のガンダムであり、地球連邦軍初のミノフスキー・クラフト搭載MS。大出力のミノフスキー・クラフトを装備しており、大気圏内でのMSの運用を一変させる機種として期待されている。パイロットはレーン・エイム中尉。
小型化したミノフスキー・フライトを初めて搭載したMSの一機であり、大気圏内での高度な単独飛行能力を持つ。超音速飛行能力も備えているが、使用するためにはフライト・フォーム形態に変形する必要がある。 
フライト・ユニットを装備すると、従来はモビルアーマーのような超大型機体にしかできなかったMS単体での空中戦および超音速飛行が可能になる。フライト・ユニットを含めた全高は30mを超える大型機体で、宇宙世紀のガンダムとしても最大級のサイズ。機体の外観は、巨大で鈍重にも見える。劇場版では、飛行時には独特の駆動音を発しユニットの一部が発光する。
自重による倒壊がない程度には強度が保証されているが、武器庫の誘爆により直立した状態から機体が倒れた際には、フライング・フォームに変形する部分に異状をきたした。
武装面では、Ξガンダムと同等の性能を持っている。
機体構造
メインカメラ
頭部に設置されている。
マルチセンサー
メインカメラの下に搭載されたセンサー。先端部にバルカン砲を装備している。
モノアイ
コックピットより、前方下部に設置されている。高速飛行時は、これがメインカメラになる。
ファンネル・ミサイルラック
肩のアーマー内部と腰のリアアーマー内部に装備されている 。
肩部メーンミノフスキー・クラフト発振器
肩に設置されたミノフスキー・クラフトの発振器。
コックピット
機体中央の部分。
シートには三重のショック・アブソーバが搭載されている。しかし、機体のどこかが不調であれば、最大加速時にかかる大気圧の振動がショック・アブソーバを乗り越え、パイロットを揺さぶってしまう。映画劇中ではΞガンダムに撃墜された後、意識を取り戻したレーンがコックピット内に装備されていたサバイバルガンを取り出し、海中で無理やりハッチを開いて海面に上がり、追撃に備えて銃を構え周辺警戒するも敵機は既に去った後であった。
メイン・ノズル
ミノフスキー・クラフトと共に稼働させ、出力をあげると、排気ガスを排出する。
足部
足部にも、フライト・ユニットが装着される。これはユニット単独での飛行時には、上半身ブロックのユニットへ装着される。上半身の肩部と同様に、高効率のレイヤースラスターにより、既存のジェット/ロケットエンジンを凌駕する推力を機体にもたらす。
脚部ミノフスキー・クラフト
脚部後方に設置されたミノフスキー・クラフト。

#### 機能（ペーネロペー）
ミノフスキー・クラフト
背部まで伸びたパーツ。マルチセンサーと一体化している。Ξガンダムのものと比べても、その性能は劣っていない。この装置とメイン・ノズルの出力を上げ、移動する。
この装置により、飛行時の高速方向転換が可能である。
フライト・フォーム
「フライング・フォーム」とも呼称される。小説では、言及されるが未登場。
この形態になるには、機体のある部分を可変させる。フライング・フォームを維持するには、ミノフスキー粒子を散布するパーツが必要。
2000年の『SDガンダム GGENERATION-F』以後の設定では、高速飛行時の形態を指す。この形態では、胴体前面装甲と頭上の機首を閉じる。
ビーム・バリアー
小説版、およびゲーム版で搭載（劇場アニメ版では未搭載）。
ミサイルや大気圏突入時の熱、ビームから機体を保護するバリアー。音速飛行時には、機体の進行方向にビームを放射し、大気干渉を拡散させ、音速を突破させる技術を指す。
本機は開発時にこの音速突破技術を検討しており、完璧にすることはできなかったものの音速の突破は可能である。小説中では、どういった部分が不完全か明かされなかった。一方、Ξガンダムはこの技術を完成させており、ペーネロペーの方は単純にその技術開発に負けているが、それは技術開発の背景にある組織の問題である。
『SDガンダム GGENERATION-F』以後の設定では、本機は空気抵抗軽減用ビーム・バリアーの完成度が低いため、フライング・フォームに変形する必要があるという理由付けがされている。

#### 武装（ペーネロペー）
バルカン砲
マルチセンサーの先端部に接近戦用のものが4門装備されている。劇中では空中戦でガウマンの乗るメッサーの右手をライフルごと吹き飛ばし、Ξガンダムのミサイルの集中砲火を受けた際には、後退しながら迎撃しようとするも撃ち落とし切れず被弾・中破し海中に落ちてしまう。
ビーム・ライフル
専用のビーム・ライフル。Ξガンダムのものにサーマルジャケットを追加したような形状。サイコミュとのシンクロドライブも可能で、”視覚的に”見えていなくとも”知覚”したターゲットを攻撃することもできる。ただし、それには高いNT能力が必要とされる。原作小説では特に目立った記述はない。サーベルと共に映画版でのビーム色は連邦軍側の伝統的なピンクで、Ξガンダムのジオン系に多く見られたグリーンのビームと識別しやすく、対照的に描かれている。
コンポジット・ウェポン・ユニット（ビーム・ユニット）
本体であるオデュッセウスガンダムの両腕部に搭載されているバックラー（ショートシールド）状の複合装備。
ビーム・サーベルとメガ粒子砲とミサイルが装備されている。
原作小説には未登場。
ビーム・サーベル
コンポジット・ウェポン・ユニット先端部に内蔵されている斬撃装備。マニピュレーターで保持せず直接発振する。劇中では接近戦でΞガンダムのビーム・サーベルと斬り結んだ。
メガ粒子砲
コンポジット・ウェポン・ユニット後部に搭載。前方に折りたたむ形で展開、発射する。
ミサイル
コンポジット・ウェポン・ユニット側面部の四つのハッチに搭載。
ファンネル・ミサイル
最新のビット兵器で、サイコミュ誘導式のミサイル。パイロットが認識した複数のターゲットへの同時攻撃が可能で、あくまでワンウェイの兵器として運用される。形状はΞガンダムと共通。原作小説では機体上部の背部に設置されている細長いパーツが「ファンネルミサイルラック」となっているが、後年の設定では左右肩アーマー内部や前部の腰アーマーなど機体各部に多数を装備しており、その総数はΞガンダムのものよりも多い。『GジェネレーションF』では腕のシールドから発射される。
ファンネルの操作にパイロットが集中しているかどうかが命中率に影響するため、空港の爆発によって集中が乱された時には、ガウマン機に全弾回避されてしまった。しかし、操作に集中した時には、一撃でエメラルダ機を撃破した。
サンドバレル
本体であるオデュッセウスガンダムが装備している特殊なショットガン。

#### 劇中での活躍（ペーネロペー）
マフティー側のΞガンダム投入より一足先に地球に降下しており、レーン・エイムにとって初陣であるタサダイホテル近くの戦闘では、中空で浮遊したと見えた瞬間にガウマンの搭乗するメッサーの頭部を蹴り飛ばし、グスタフ・カールとの連携で機体の鹵獲に成功する。インドネシア・ハルマヘラ島沖で未確認の機体と接触を図ろうとするマフティー側の動きを察し、ケネス・スレッグ大佐からの命令でガウマンを人質に取った作戦行動に移るが、マフティーの挑発を受けてガウマンを解放し、対等な条件での戦いにこだわる。その結果、海上付近でライフルを囮にされたことを見抜けず、Ξガンダムのミサイルの集中攻撃によって撃墜される。その大きな損傷具合からケネスに奇跡的と言われながらもレーンは無事に生き残る。
修理された本機とともにその後はマフティーの追撃任務に入り、Ξガンダムとは別に行動していた敵側旗艦ヴァリアントを轟沈させるなど、戦果をあげる。オーストラリア・アデレートの連邦中央閣僚会議をマフティーに襲撃されてΞガンダムと再戦した時には、フライング・フォームを維持する時のミノフスキー粒子を散布するパーツを外し、出撃する。レーンは機体とパイロットの差をものともぜずΞガンダムに食らいつくが、やがて徐々に形勢不利となっていく。しかし、ケネス准将の指示したビーム・バリアーの予定ポイントまでΞガンダムを誘導することは達成したため、作戦は成功する。

#### オデュッセウスガンダム
ODYSSEUS GUNDAM
ペーネロペーの本体としてのちに設定されたガンダム（型式番号：RX-104）で、小説にはこの機体の設定は存在しない。しかし、原作にも「Ξガンダムとの最終戦でペーネロペーは外装の一部とフライング・フォームを維持する際のミノフスキー粒子散布パーツを外し、その姿は如何にも軽快で白兵戦で能力を充分発揮するように見えた」「その時の戦闘により、全面の装甲がズタズタになった」など、本機を思わせる描写がある。

##### デザイン・設定の変遷（オデュッセウスガンダム）
2000年にはゲーム『SDガンダム GGENERATION-F』に本作のMSが登場することになり、森木靖泰によってペーネロペーの設定の一部として新たにデザインが描き起こされた。ただしゲーム本編には登場していない。設定の初出は2001年に発売された「ANAHEIM ELECTRONICS GUNDAM HISTORY 2002 CALENDAR」で、機体の一部が公開された。また同年11月発売の『機動戦士ガンダム/ガンダムウェポンズ ニュージェネレーション編』では、全身の線画が掲載された。
2014年のアーケードゲーム『機動戦士ガンダム エクストリームバーサス マキシブースト』で初めて機体の全形が公開された。ペーネロペー時に一定のダメージを受けると、フライト・ユニットがパージされる形でオデュッセウスガンダムとなる。この間はファンネル・ミサイルなどのフライト・ユニット依存の武装が使えず弱体化するが、一定時間が経過すると再装着されてその後はいくらダメージを受けてもパージされない（ただし、撃墜されてからの再出撃後に一定ダメージを受けると再びパージされる）。

##### 設定解説（オデュッセウスガンダム）
重力下でのMSの展開速度の低さを解決するため、推力に依存しない浮遊システムであるミノフスキー・クラフトの搭載を可能とした機体。当時の標準的なMSのサイズよりひと回り大きい程度ながら、MS形態のまま空中戦が可能となっている。また、重力下で有効なサイコミュ・ミサイルを標準兵装としている。
名称の由来は、アナハイム・ガンダムの開発開始から20年であることと、MSのミノフスキー・クラフトの搭載に20年を要したことを、ギリシア神話においてトロイア戦争終結後20年間の冒険と放浪を余儀なくされた英雄オデュッセウスになぞらえたものである。
機体構造
頭部
高高度における高速飛行時の長距離センサー、フライト・ユニットとのドッキングシーケンサー、サイコミュ・ミサイルを誘導するためのサイコウェーブ端末などが渾然一体となっている。特にパイロットの知覚を補助するデバイス、シーカーなどが各所に配置されている。
胴体部
フライト・ユニットなどのオプション装備を「着る」ことが前提となっており、機体各部のアライメントは必要に応じて調整が可能になっている。背部や肩部のドッキングクローは、1基あたり自重の5倍以上の重量物を懸架でき、空中での高機動戦闘時の衝撃にも耐えられる。
オプション装備
本来の計画ではフライトパーツ自体も数種が検討されており、運用条件に対応するいくつかのバージョンが計画されている。
フライト・ユニット
単機能のフライト・ユニット (Flight-unit) を装着した (Fixed) 状態のFFタイプは、ペーネロペーと呼ばれる。さらなる高機動戦闘に対応が可能となり、超音速飛行も可能となる。ユニットの機首にドップラーレーダーをはじめとした高性能のセンサーやシーカーが搭載されている。また、本体から展開する立方格子にバイアスをかけることにより、機体各所の形状ごとに整流作用をもたらして各部の流体抵抗を結果的に減免する効果を発揮する。
“アルゴス”ユニット
オールレンジ攻撃が可能なビット兵器装備のユニットで、開発途上であるとされる。

### グスタフ・カール

#### デザイン・設定の変遷（グスタフ・カール）
初出である小説『閃光のハサウェイ』（1989年刊行）では森木靖泰によってデザインされた。その後、ゲーム『SDガンダムGGENERATION-F』への登場時に藤田一己によってリデザインがおこなわれたが、シールド以外はほとんど別物のボリュームアップされたデザインとなっている。
また、ムック『ガンダムウェポンズ ニュージェネレーション編』には『GジェネF』版の設定画が掲載されているが、本書には一般機の「ドーラ・カール」と指揮官機の「グスタフ・カール」を区別する設定と画稿が掲載されている。ドーラ・カールは左側頭部バルカン砲の後方に細いアンテナが、グスタフ・カールは額に太くて左側が極端に短いV字アンテナが付いており（全身画稿はグスタフ・カールのもの）、グスタフ・カールのほうが通信機能が強化されているとされる。この設定は原作小説には無いもので、ゲーム中に登場するグスタフ・カールは、実際にはドーラ・カールの頭部デザインが長らく採用されていた（『F』から『オーバーワールド』まで。『ジェネシス』では指揮官機のデザインを採用）。
その後、書籍『ガンダムMSグラフィカ』の文章設定で「軽装型」と「重装型」の仕様違いがあるとされた。分冊百科『週刊ガンダム・パーフェクトファイル』では重装型が『GジェネF』版であるとされ、軽装型の画稿はないものの重装型と同様の基本構造をもちつつ細身のシルエット、左右対称の額部V字アンテナ、脚部のメイン・バーニアとビーム・サーベル・ホルダー、固定火器の排除といった小説版の特徴が挙げられている。
2014年にはOVA『機動戦士ガンダムUC』episode7に、カトキがリファインしたデザインで、初めて映像作品に登場。本作の時系列は『閃光のハサウェイ』より9年前となる宇宙世紀0096年を舞台としているため、『UC』版グスタフ・カールは先行配備機であると設定された。
そして2021年に公開された劇場アニメ版『閃光のハサウェイ』において、改めてカトキがリファインし直した「量産仕様」のグスタフ・カールが登場し、以降はこの仕様が各種資料で取り扱われている。なお、劇場版アニメ公開と同時期に連載が開始された漫画版『閃光のハサウェイ』では小説版のデザインが用いられているが、脹脛部分には『GジェネF』版と同様の重装甲（メッサーのパイロット曰く「重たいドレス」）が装着されており、ビーム・ライフルもジェガンと同一のものを使用している。

#### グスタフ・カール（小説・ゲーム版）
ジムやジェガンの設計思想の延長線上にある汎用型MS。特に重力下での運用を重視して開発される。汎用性を維持しつつ大型化と重装甲化が図られ、大出力ジェネレーターが搭載される。また、主副合わせて11基のスラスターを搭載し、両肩とスカートに比較的大型の姿勢制御バーニアを設置することで、十分な機動性や運動性を確保している。基本スペックはガンダム・タイプにも匹敵する高さを誇るが、実際には高度化した第2世代MSといえる特徴をもっており、目新しい技術も導入されていない。
武装はジェガンと同型のビーム・ライフルとビーム・サーベル、さらに左前腕部にグレネード・ランチャーを装備し、固定火器などを極力排することで高い運用性を有する。比較的高価であるため、少数が生産されたに留まり、0100年代以降に治安部隊に優先して配備される。カラーリングは濃淡ブルーを基調とする。
『MSグラフィカ』では、詳細な仕様は不明だが（カラーリングはブルー系）反地球連邦組織 "EARM" が3機を運用、衛星軌道上で傭兵「ライトニング」のΖガンダムと交戦し、撃破される。本来であれば、この時点で小規模な反連邦組織が入手するのはほぼ不可能な機体である。

#### グスタフ・カール（先行配備機/13型）
アニメ版『UC』に登場（型式番号：FD-03 / FD-03-13）。左側頭部のバルカン砲が『GジェネF』版では1門だったのに対し、『UC』版では縦に2門となっている。フレシキブル・シールドは、バックパックの可動アームに接続する方式。スペックは上記と同値である。
RGMシリーズのハイエンド機として、用途を限定したジェスタとは別ラインで、量産化を目的として開発が進められる。0096年には稼働試験の名目で北米シャイアン基地に隊長機を含む2機が配備され、先行運用がおこなわれている。カラーリングは濃淡グレーが基調。5月4日、基地捜索のためにロンド・ベル隊のジェスタ部隊が奇襲をかけ、隊長機は背後から羽交い絞めにされてライフルをもつ右腕を切断される。
翌0097年には制式に実戦配備となるが、後述の量産仕様である「00型」が配備されてからは、この先行配備機は「13型」と呼ばれ区別されている。

#### グスタフ・カール00型
劇場アニメ版『閃光のハサウェイ』に登場するグスタフ・カールは「00型」とされた。頭部デザインはドーラ・カールを踏襲しており、同作品のメカニカルスーパーバイザーである玄馬宣彦も「俗にいうドーラ・カール」であると発言している。ただし、レーン隊の隊長はレーン・エイムでありペーネロぺーに搭乗するために指揮官機としてのグスタフ・カールは登場しないとのこと。カラーリングは『GジェネF』版を踏襲した濃淡ブルーとなっているが、フレキシブル・シールドは先行配備機（13型）と同じくバックパックのアームで接続する方式となっている。頭部バルカンが左側頭部のみ、グレネード・ランチャーが左前腕のみとそれぞれ1門に変更されているが、スペックの数値は上記と同じである。その他、武装構成にバズーカ（スタークジェガンなどと同型）が追加されている。
グスタフ・カールは時代ごとにアップデートが繰り返されており、型式番号も「13型」から「00型」に更新されている。もともと本機は、ガンダムタイプに準ずるような優れた汎用性と防御力を実現しようとした機体であり、13型から00型に移行する際、フレーム構造レベルから全面的に設計を見直しているため、各部の形状が細部にわたり異なっている。バックパック右側には携行火器をマウントするウェポン・ラックが装備されており、ライフルかバズーカを懸架できる。性能面では、ジェガンを凌駕する高性能機で、マフティーの主力機であるメッサ―とも互角に渡り合える。
ケッサリアから飛び降りても自機のスラスターによる自由落下飛行はある程度可能であり、ダバオでは同様に自機の推力でジャンプを繰り返すメッサー迎撃のために空中戦を展開、敵機の捕獲と搭乗員の拘束に成功する。しかし、スラスターに頼った滞空時間には大きな制約があり、Ξガンダムとの遭遇戦ではSFSのケッサリアを破壊されると追撃を諦め、着陸できる小島に退避せざるを得なくなっている。

### ケッサリア
KESSARIA
型式番号：BJ-K232。地球連邦軍の最新鋭SFS。マフティー側のギャルセゾンが2機のMSを縦列で搭載するのに対し、こちらは並列で2機を搭載する方式となっている。コックピットは複座で、その後部にキャビンを有し、下部には車両も搭載可能。武装は本体下部前方にビーム・ガン2門、両舷にマルチ・ミサイル・コンテナ（クラスター・ミサイル、空対空ミサイル、空対地ミサイル）。映画劇中では二機が重なる瞬間をΞガンダムに捉えられ一発で撃ち落とされている。